# Diplostix paromaloides
Diplostix paromaloides är en skalbaggsart som beskrevs av Yves Gomy och Vienna 2004. Diplostix paromaloides ingår i släktet Diplostix och familjen stumpbaggar. Inga underarter finns listade i Catalogue of Life.